# خانه بنکدار
خانه بُنَکدار، متعلق به دوره قاجار است و در اصفهان، خیابان چهار باغ پایین، کوی آقاجان بیک، پلاک ۳۰ و ۳۲ واقع است. این اثر در تاریخ ۲۳ شهریور ۱۳۸۲ با شمارهٔ ثبت ۱۰۲۲۲ ، به‌عنوان یکی از آثار ملی ایران به ثبت رسیده ‌است. آقا سیدحسن بنکدار، در سال ۱۲۲۸  تصمیم می‌گیرد خانه‌ای بزرگ و مناسب برای روضهٔ امام حسین، بخرد و روضهٔ قدیمی خود در سرای گلشن را به این خانه منتقل کند. مِلک مذکور را به واسطه‌ی شخصی پیدا می‌کند؛ اما ملک در تملک یکی از متنفذان قاجار بوده و او هم به فروش رضایت نمی‌دهد و حتی به شخص سیدحسن بنکدار اهانت می‌کند؛ صاحب‌خانه شب‌‌هنگام، بانویی نورانی را در خواب می‌بیند که به خاطر رفتارش با آقا سیدحسن او را سرزنش می‌کند: «تو فرزند ما را که برای برپایی مراسم جدّش سیدالشهدا می‌خواست خانه‌ات را بخرد، در نهایت بی‌ادبی و تحقیر از اینجا بیرون کردی. وای بر تو!» صاحب‌خانه سراسیمه از خواب می‌پرد، همان نیمه‌شب آقا سید حسن را پیدا کرده و خانه را به او می‌بخشد. با این شرط که: «مرا ببخشی و قول بدهی تا وقتی ممکن است خودت و فرزندانت دست از دامن این خانواده برنداری و هر سال مراسم عزاداری جدّت امام حسین را در دههٔ اول محرم همین‌جا برگزار کنی.»
آقا سید حسن به عهدش وفا می‌کند. مراسم ده روزهٔ سال‌ های نخست، بعد از مدتی تا سوم امام حسین ادامه پیدا می‌کند. تا اینکه در پنجاه و ششمین سال برگزاری عزاداری، آقا سیدحسن در حال خواندن روضهٔ ظهر عاشورا، روی منبر فوت می‌کند. پس از او سید مرتضی بنکدار، سید مهدی بنکدار و سید جواد بنکدار، پرچم‌دار عزاداری امام حسین در خانهٔ بنکدار می‌شوند و چراغ آن خانه را روشن نگه می‌دارند. سید فرهاد بنکدار از سال ۱۳۷۹ تا امروز، برگزاری این مجلس را برعهده دارد.
در این خانهٔ تاریخی، از اذان صبح به روی عزاداران باز می‌شود. عده‌ای به داخل خانه می‌روند و بعضی هم در محوطه روی زیراندازهایی که می‌آورند، می‌نشینند.
این خانۀ قجری با دو اشکوب و چند در ورودی و طبقهٔ پائین دو تا پنج‌دری دارد. شاه نشین این خانه نقاشی و گچکاری شده و از بیرونی که پا به اندرونی می‌گذاریم، به حیاط وسط می‌رسیم. دور تا دورش طاق‌های ضربی و اتاقک‌هایی که درب‌های چوبی‌شان همه به یکدیگر راه دارند. روی شیشه‌های رنگی درها، گرد و خاک چند ساله نشسته و کف اتاقک‌های طبقهٔ بالا، ناهموار است. جاهایی از زمین نشست کرده و جاهایی باد کرده و همه چیز «قدمت» دارد، مثل شیشه‌ها، درها، طاقچه‌ها، ستون‌ها و سرستون‌ها و خطوط مورب‌شان، عکس‌ها و حتی لهجه‌ها.

## عزاداری سیدالشهدا
در حال حاضر هرساله در ماه محرم مراسم عزاداری سیدالشهدا به صورت سنتی برگزار می‌شود.  سید حسن بنکدار، اولین بانی برگزاری مراسم عزاداری بوده‌است که بعد از آن،  سید مهدی بنکدار،  سید جواد بنکدار و در حال حاضر سید فرهاد بنکدار، چهارمین نسل از خانواده بنکدار هر سال مراسم را به سبک و سیاق گذشته که شامل منبر و سخنرانی است، برگزار می‌کند. عزادری خانه بنکدار هم‌زمان با آغاز ماه محرم شروع و تا دو روز بعد از عاشورا ادامه دارد. عزاداری در حیاط خانه برگزار می‌شود و بر روی حیاط برای جلوگیری از سرما، پوشی زده‌اند، که این پوش، شبیه پرده‌های قلمکار است و بر روی آن نقوش گیاهی و حیوانی و نوشتار وجود دارد.

## نقش‌های پوش و نمادهای آن
در خانه بنکدار قبل از ورود به خانه پرچم و بیرقی در سردر خانه وجود دارد که بر روی آن نقش شیر، اسلیمی و پرنده‌ای دیده می‌شود و بعد از ورود به خانه بر روی سرپوش خانه بر روی درخت سرو، نقش پرنده‌ای را مشاهده می‌کنیم. اینکه چرا پرنده این اندازه از اهمیت و جایگاه ویژه برخوردار است می‌توان گفت پرنده «تعالی، روح، تجلی الهی، صعود به آسمان، دخول به مرتبه عالی شهود و… است.» پرنده به عنوان نماد جاودانگی روح در قرآن آمده‌است. روح با شهبازی مقایسه شده که نقاره مرشد او را فرا می‌خواند و به مرغی تشبیه شده که اسیر قفسی از خاک است و مانند دیگر سنتهای عرفای مسلمان نیز اغلب تولد روحانی یا شکوفایی روح را به پرنده‌ای بدون صدف، که جامه خاکی‌اش شکسته شده مقایسه می‌کنند.
پرنده نماد روح، نقشی واسط میان زمین و آسمان دارد.
در کنار تصویر پرنده در خانه بنکدار نوشته شده «یا عبدالله الحسین». پرنده که خود نماد روح و جاودانگی است این نوشته را با خود به اوج و بالا می‌برد و وجود کلمه یا عبدالله الحسین بر فراز آن خود به جاودانگی این اسم و صاحب آن اشاره دارد و این تزیینات بر سقف نه اشکال حیوانات و گیاهان نمادی از جاودانگی است و ابیاتی که دورتادور این سرپوش نوشته شده، دربارهٔ حادثۀ عظیم کربلا هستند. نقاش با ترسیم این اشکال که همگی نمادی از جاودانگی هستند، به جاودانگی این ماجرا و عظمت آن اشاره می‌کنند.
تصویر۳- نقش پرنده بر سرپوش خانه بنکدار
درخت سرو نیز از جمله نقوشی است که در پوش خانه بنکدار دیده می‌شود. درختان سرو در اطراف سقف ترسیم شده‌اند و حرکت همه به سوی یک نقطه و یک مرکز می‌باشد. درخت سرو «مانند دیگر درختان همیشه بهار، نماد جاودانگی، یعنی حیات پس از مرگ است.»
نقش درخت سرو که گاهی نیز به عنوان کاج مورد اشاره قرار می‌گیرد از جمله نگاره‌های بسیار رایج و تکراری است که قدیمی‌ترین نشانه آن در حواشی تخت جمشید به جهت آیینی مشاهده می‌شود. این نقش با آیین زرتشتی و سنن باستانی ایران همبستگی خاص دارد. درخت همیشه سبز سرو نشانه‌ای از جاودانگی روح و زندگی دائم است. «درخت سرو در عین حال مظهری است از جنبه مثبت و مفرح روح و زندگی مفرح و زندگی مذهبی؛ از یان روست که مکانهای مقدس ایران با درخت سرو احاطه شده است»
برخی از محققان را عقیده بر این است که درخت سرو در دوران باستان و به گواهی نقوش برجسته تخت جمشید جنبه آیینی داشته و نماد جاودانگی تلقی می‌شد. با ظهور اسلام و در دوران اسلامی به ترویج جایگاه خود را به عنوان یک درخت آیینی از دست داده و تبدیل به یک نگاره تزیینی و انتزاعی می‌شود و این رفته رفته در قرون ۱۲ و ۱۳ به اوج زیبایی و ظهور خویش در بیشتر هنرهای ایرانی از ترمه بافی و قالی بافی گرفته تا معماری و هنرهای دینی و آیینی نظیر تعزیه و علامت‌های عاشورایی می‌رسد.
از تصاویر بسیار جالب دیگر، تصویر سرو است که حرکت چندین سرو به یک نقطه و یک مرکز و اشاره همه به سوی نور نشان می‌دهد؛ و حرکت همه به سوی مرکز اشاره به وحدانیت خداوند و نجات همه توسط اوست و وجود پنجره و طرح مشبک در وسط هر طرح اشاره به یک نور و یک نجات دهنده دارد.

## خانه بنکدار منبری از چهل منبری
همزمان با تاسوعای حسینی، آیین سنتی چهل‌و‌یک منبری در اصفهان برگزار می‌شود
در این مراسم، جوانان و نوجوانان بعد از نماز ظهر تاسوعا به احترام اسرای کربلا که مسیر کربلا تا شام را در چهل منزل طی کردند، با پای پیاده و در چهل‌ویک مسجد و مکان مذهبیِ قدیمی حضور می‌یابند و به یاد درد و رنج و مصیبت های  زینب (س) نوای «حسین حسین» سر می‌دهند. مردان و زنان مراسم چهل‌ویک منبری را از مسجد جامع شروع و تا غروب با گام هایی پر از احساس، آتش دل را در سقاخانه‌ها و تکایای قدیمی با نوای «حسین حسین» خاموش می‌کنند. سقاخانه نزدیک خانۀ بنکدار و خود خانه از جمله این مکان هاست. عزاداران حسینی پس از گذراندن چهل منبر و برافروختن چهل‌و‌یک شمع سفید به نیت امام حسین (ع) و  زینب (س) در شمعدانی‌های مساجد در محل آخرین منبر تجمع می‌کنند و به مداحی و عزاداری و درخواست استجابت دعای خود در چهل‌ویکمین منبر می‌پردازند. فلسفه مراسم چهل‌ویک منبر بزرگداشت  زینب (س) است که پس از واقعه عاشورا در مسیر کوفه تا شام بربالای منبر با افشاگری‌های خود در کوفه و شام یزید و یزیدیان را رسوا و اتفاقات روز عاشورا را بازگو می‌کند. در این سنَت زنان از ابتدا تا انتهای برپایی آیین با نیت‌های درونی خود مهر سکوت بر لب می‌زنند و تنها با زمزمه و ذکر کلمۀ الله یا فرستادن صلوات بر محمد (ص) و خاندان پاکش مسیر حرکت خود را ادامه می‌دهند.